# La Vídola
La Vídola település Spanyolországban, Salamanca tartományban. La Vídola Villar de Samaniego, Valsalabroso, La Peña és Villarino de los Aires községekkel határos. Lakosainak száma 107 fő (2024).

## Népesség
A település népessége az elmúlt években az alábbi módon változott:
| Lakosok száma | 175  | 156  | 142  | 153  | 141  | 127  | 117  | 111  | 104  | 107  |
|               | 2001 | 2004 | 2007 | 2009 | 2012 | 2014 | 2017 | 2019 | 2022 | 2024 |